# Cintas de la Casa Blanca de Nixon
Las cintas de la Casa Blanca de Nixon son grabaciones de audio de conversaciones entre el presidente estadounidense Richard Nixon y funcionarios de su administración Nixon, miembros de la familia Nixon y personal de la Casa Blanca, producidas entre 1971 y 1973.
En febrero de 1971, se instaló un sistema de grabación activado por sonido en la Oficina Oval, incluido el escritorio de Nixon, utilizando grabadoras de carrete abierto Sony TC-800B para capturar el audio transmitido por las escuchas telefónicas y los micrófonos ocultos. El sistema se amplió para incluir otras habitaciones dentro de la Casa Blanca y Camp David. El sistema se apagó el 18 de julio de 1973, dos días después de que se hiciera público como resultado de las audiencias del Comité del Senado sobre el escándalo Watergate. Nixon no fue el primer presidente que grabó sus conversaciones en la Casa Blanca; el presidente Franklin D. Roosevelt grabó las conferencias de prensa de la Oficina Oval durante un breve periodo en 1940.
La existencia de las cintas salió a la luz durante el escándalo Watergate de 1973 y 1974, cuando el sistema se mencionó durante el testimonio televisado del asesor de la Casa Blanca Alexander Butterfield ante el Comité Watergate del Senado. La negativa de Nixon a una citación del Congreso para hacer públicas las cintas constituyó un artículo de impugnación contra Nixon, y llevó a su posterior dimisión el 9 de agosto de 1974.
El 19 de agosto de 2013, la Biblioteca Nixon y la Administración Nacional de Archivos y Registros publicaron las últimas 340 horas de las cintas que cubrían el período del 9 de abril al 12 de julio de 1973.

## Historia del sistema de grabación de la Casa Blanca de Nixon

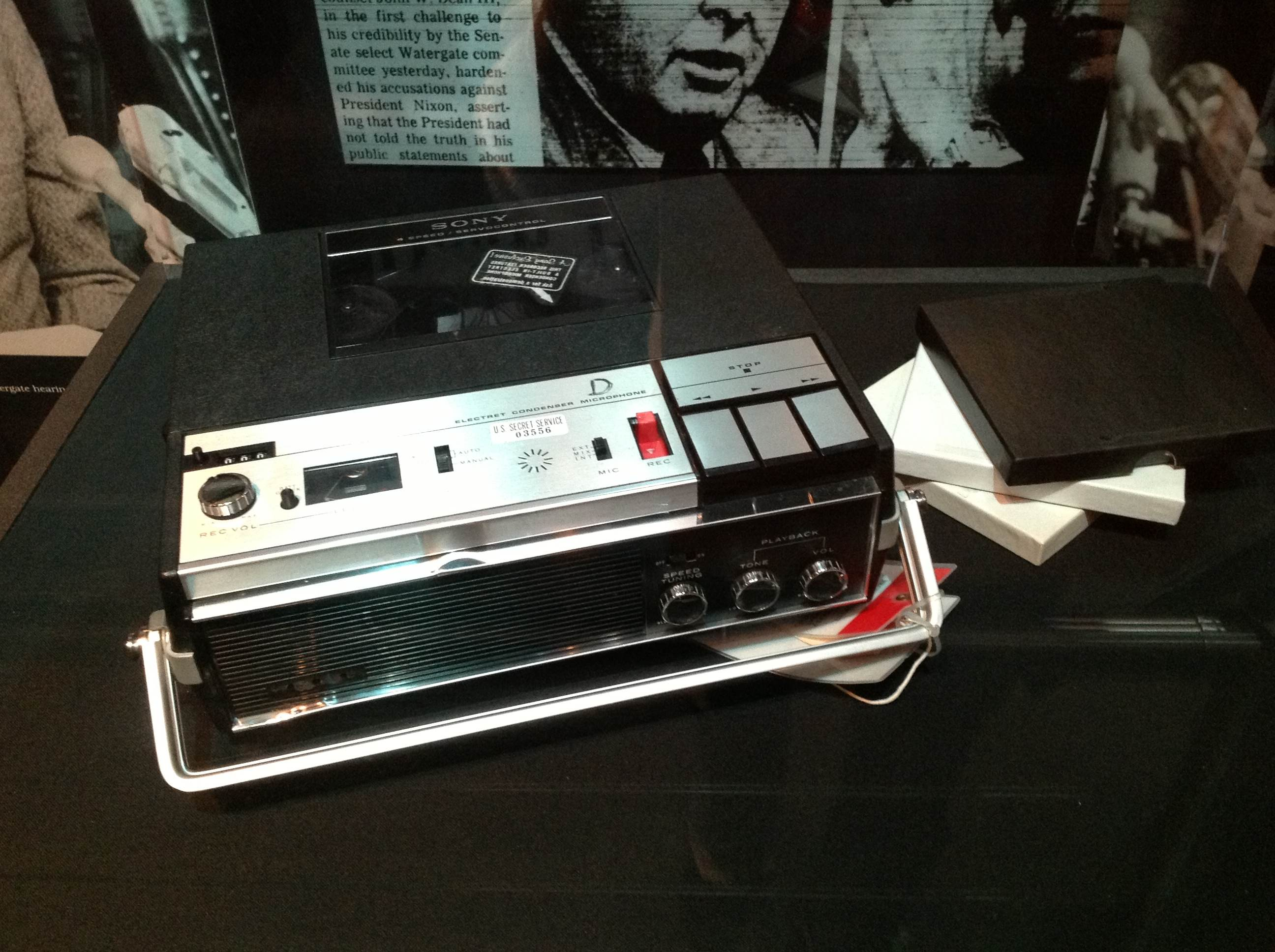
La grabadora de la Oficina Oval de Richard Nixon.

Justo antes de asumir el cargo en enero de 1969, el presidente Nixon se enteró de que su predecesor, Lyndon B. Johnson, había instalado un sistema para grabar sus reuniones y llamadas telefónicas. Según su jefe de Gabinete, H. R. Haldeman, Nixon ordenó que se retirara el sistema, pero durante los dos primeros años de su presidencia llegó a la conclusión (tras probar otros medios) de que las grabaciones de audio eran la única forma de garantizar un relato completo y fiel de las conversaciones y decisiones tomadas y escuchadas. A petición de Nixon, Haldeman y su personal -incluido el ayudante adjunto Alexander Butterfield- trabajaron con el Servicio Secreto de los Estados Unidos para instalar un sistema de grabación.
El 16 de febrero de 1971, se instaló un sistema de grabación en dos habitaciones de la Casa Blanca, a saber, la Oficina Oval y la Sala del Gabinete. Tres meses más tarde, se añadieron micrófonos al despacho privado del presidente Nixon en el Antiguo Edificio de Oficinas Ejecutivas y, al año siguiente, se instalaron micrófonos en el alojamiento presidencial de Camp David. El sistema fue instalado y supervisado por el Servicio Secreto, y las cintas se almacenaron en una sala del sótano de la Casa Blanca. También se intervinieron importantes líneas telefónicas, incluidas las de la Oficina Oval, el Antiguo Edificio de Oficinas Ejecutivas y la Sala Lincoln, que era la habitación favorita de Nixon en la Casa Blanca. Las conversaciones telefónicas se grabaron interviniendo las líneas telefónicas de la centralita de la Casa Blanca y retransmitiendo las conversaciones a las grabadoras situadas en un armario en el sótano de la residencia. Todo el equipo de audio estaba activado por sonido, excepto en la Sala del Gabinete. Todas las ubicaciones de la Casa Blanca se activaban mediante el sistema "First Family Locator" del Servicio de Protección Ejecutiva: cuando un oficial notificaba al sistema que el presidente estaba en la Oficina Oval, la maquinaria de grabación se encendía, lista para grabar cuando se activaba por sonido.
Por su diseño, sólo muy pocas personas (aparte de Nixon y Haldeman) conocían la existencia del sistema de grabación: Butterfield, el ayudante de Haldeman, Lawrence Higby, y los técnicos del Servicio Secreto que lo habían instalado. Las grabaciones se produjeron en hasta nueve máquinas Sony TC-800B, utilizando una cinta muy fina de 0,5 mil (12,7 µm) a una velocidad lenta de 15/16 pulgadas (23 mm) por segundo.
Las cintas contienen más de 3 000 horas de conversación. Cientos de horas son de discusiones sobre política exterior, incluyendo la planificación de la visita de Nixon a China en 1972 y la posterior visita a la Unión Soviética. Sólo 200 de las 3 500 horas contienen referencias al Watergate y menos del 5% del material grabado ha sido transcrito o publicado.

## Revelación del sistema de grabaciones
La existencia del sistema de grabaciones de la Casa Blanca fue confirmada por primera vez por el miembro del Comité del Senado Donald Sanders, el 13 de julio de 1973, en una entrevista con el asesor de la Casa Blanca Alexander Butterfield. Tres días más tarde, se hizo público durante el testimonio televisado de Butterfield, cuando el consejero del Senado Fred Thompson le preguntó sobre la posibilidad de un sistema de grabaciones en la Casa Blanca.
El 16 de julio de 1973, Butterfield dijo al comité en una audiencia televisada que Nixon había ordenado la instalación de un sistema de grabación en la Casa Blanca para registrar automáticamente todas las conversaciones. El abogado especial Archibald Cox, exprocurador general de los Estados Unidos bajo el mandato del presidente John F. Kennedy, pidió al juez de distrito John Sirica que citara nueve cintas relevantes para confirmar el testimonio del consejero de la Casa Blanca John Dean.

### Masacre del sábado por la noche
El presidente Nixon se negó inicialmente a entregar las cintas, aduciendo dos razones: en primer lugar, que el principio constitucional del privilegio ejecutivo se extiende a las cintas y citando la separación de poderes y los controles y equilibrios dentro de la Constitución; y en segundo lugar, alegando que eran vitales para la seguridad nacional. El 19 de octubre de 1973, ofreció un compromiso; Nixon propuso que el senador demócrata estadounidense John C. Stennis revisara y resumiera las cintas para verificar su precisión e informara sus hallazgos a la oficina del fiscal especial. Este, Archibald Cox, se negó a tal compromiso. Con base en esto, el sábado 20 de octubre de 1973, Nixon ordenó al fiscal general Elliot Richardson que despidiera a Cox. Richardson se negó y dimitió, y se pidió al fiscal general adjunto William Ruckelshaus que despidiera a Cox. Este, a su vez, se negó, siendo despedido. El procurador general y jefe interino del Departamento de Justicia, Robert Bork, fue finalmente quien despidió a Cox. Nixon nombró a Leon Jaworski como abogado especial el 1 de noviembre de 1973.

### La brecha de 18½ minutos
Según la secretaria del presidente Nixon, Rose Mary Woods, el 29 de septiembre de 1973, estaba revisando una cinta de las grabaciones del 20 de junio de 1972 cuando cometió "un terrible error" durante la transcripción. Mientras reproducía la cinta en un Uher 5000, respondió a una llamada telefónica. Alcanzando el botón de parada del Uher 5000, dijo que había pulsado por error el botón que estaba al lado, el de grabación. Durante la llamada telefónica, unos 5 minutos, mantuvo el pie en el pedal del aparato, lo que hizo que se volviera a grabar una parte de la cinta de cinco minutos. Cuando escuchó la cinta, la diferencia había aumentado a 18+1⁄2 minutos.
Los contenidos que faltan en la grabación siguen siendo desconocidos, aunque el hueco se produce durante una conversación entre Nixon y H. R. Haldeman, tres días después de la irrupción en el Watergate. Nixon afirmó desconocer el tema o los temas tratados durante ese hueco. Las notas de Haldeman de la reunión muestran que entre los temas de discusión estaban las detenciones en el hotel Watergate. Los abogados de la Casa Blanca se enteraron por primera vez de la brecha en la noche del 14 de noviembre de 1973, y el juez Sirica, que había emitido las citaciones para las cintas, no fue informado hasta una semana más tarde, el 21 de noviembre, después de que los abogados del presidente hubieran decidido que no había "ninguna explicación inocente" que pudieran ofrecer.

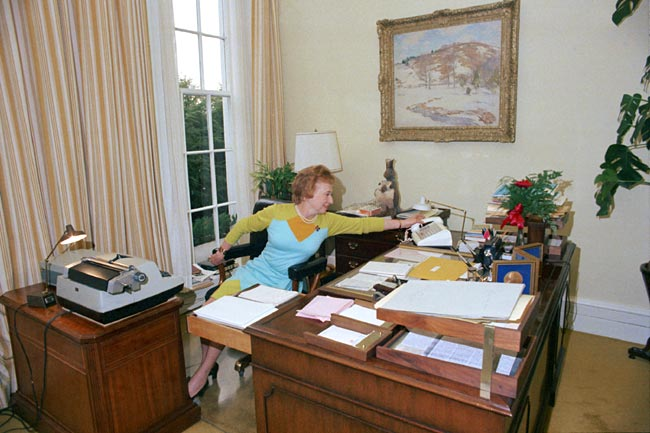
Rose Mary Woods tratando de demostrar cómo pudo haber creado inadvertidamente la brecha.

Se pidió a Woods que reprodujera la posición que adoptó para provocar el accidente. Sentada en un escritorio, extendió la mano hacia atrás por encima del hombro izquierdo para coger un teléfono mientras su pie aplicaba presión al pedal que controlaba la máquina de transcripción. Su postura durante la demostración, apodada el "estiramiento de Rose Mary", hizo que muchos comentaristas políticos cuestionaran la validez de la explicación.
En una entrevista con el gran jurado en 1975, Nixon dijo que inicialmente creía que sólo faltaban cuatro minutos de la cinta. Dijo que cuando más tarde se enteró de que faltaban 18 minutos, "prácticamente se me fue la olla".
El abogado de Nixon, John Dean, en su libro de 2014 The Nixon Defense, sugiere que la colección completa de grabaciones ahora disponibles "responde en gran medida a las preguntas sobre lo que sabía la Casa Blanca acerca de las razones del allanamiento y las escuchas en la sede del Comité Nacional Demócrata, así como lo que se borró durante la infame brecha de 18 minutos y 30 segundos durante la conversación del 20 de junio de 1972 y por qué".
Se han hecho diversas sugerencias sobre quién pudo haber borrado la cinta. Años más tarde, el exjefe de gabinete de la Casa Blanca, Alexander Haig, especuló con la posibilidad de que los borrados fueran causados por el propio Nixon. Según Haig, el presidente era "espectacularmente inepto" para entender y manejar dispositivos mecánicos, y en el transcurso de la revisión de la cinta en cuestión, pudo haber causado los borrados al tantear los controles de la grabadora; si fue de forma inadvertida o intencionada, Haig no podía decirlo. En 1973, Haig había especulado en voz alta que el borrado había sido causado por una "fuerza siniestra" no identificada. Otros han sugerido que Haig estuvo involucrado en el borrado deliberado de las cintas con la participación de Nixon, o que el borrado fue realizado por un abogado de la Casa Blanca.

#### Investigaciones
El propio Nixon inició la primera investigación sobre cómo se borraron las cintas. Afirmó que se trataba de una investigación intensiva, pero que no dio resultados.
El 21 de noviembre de 1973, Sirica nombró un panel de personas nombradas conjuntamente por la Casa Blanca y la Fuerza Fiscal Especial. El panel recibió la cinta de pruebas, las siete grabadoras de la Oficina Oval y del Edificio de la Oficina Ejecutiva, y las dos grabadoras Uher 5000. Una de estas estaba marcado como "Servicio Secreto". El otro iba acompañado de un pedal, etiquetado respectivamente como Prueba Gubernamental 60 y 60B. El panel determinó que el zumbido no tenía importancia, y que la brecha se debía al borrado realizado en el Uher de la prueba 60. El panel también determinó que el borrado/grabación del zumbido consistía en al menos cinco segmentos separados, posiblemente hasta nueve, y que al menos cinco segmentos requerían una operación manual; es decir, no podían haber sido realizados utilizando el pedal. El panel fue posteriormente solicitado por el tribunal para considerar explicaciones alternativas que habían surgido durante las audiencias. El informe final, fechado el 31 de mayo de 1974, consideró que estas otras explicaciones no contradecían las conclusiones originales.
Los Archivos Nacionales son ahora propietarios de la cinta, y han intentado en varias ocasiones recuperar los minutos perdidos -la última vez en 2003-, pero sin éxito. Las cintas se conservan ahora en una cámara acorazada con control climático por si un futuro desarrollo tecnológico permite restaurar el audio perdido. El experto en seguridad corporativa Phil Mellinger emprendió un proyecto para restaurar las notas manuscritas de Haldeman que describían los 18+1⁄2 minutos perdidos, aunque ese esfuerzo tampoco produjo ninguna información nueva.

### La cinta de la "pistola humeante"

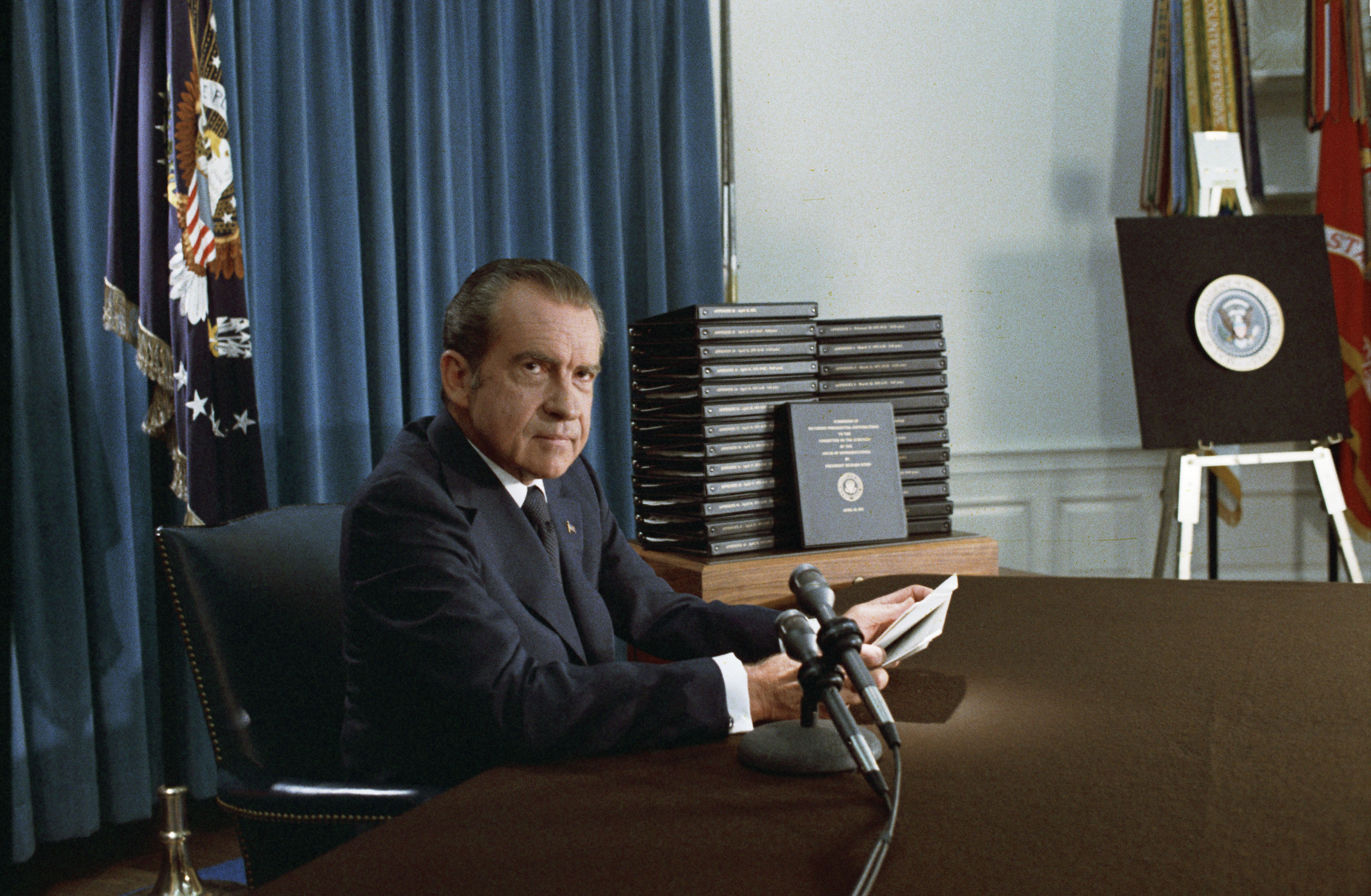
Nixon publica las transcripciones.

El 11 de abril de 1974, el Comité de la Cámara de Representantes de los Estados Unidos sobre el poder judicial citó las cintas de 42 conversaciones de la Casa Blanca. Ese mismo mes, Nixon publicó más de 1 200 páginas de transcripciones editadas de las cintas citadas, pero se negó a entregar las cintas reales, alegando una vez más el privilegio ejecutivo. El Comité Judicial, sin embargo, rechazó las transcripciones editadas de Nixon, diciendo que no cumplían con la citación.
Sirica, a petición de Jaworski, emitió una citación para las cintas de 64 conversaciones presidenciales para utilizarlas como prueba en los casos penales contra los exfuncionarios de la administración Nixon acusados. Nixon se negó, y Jaworski recurrió al Tribunal Supremo de los Estados Unidos para obligar a Nixon a entregar las cintas. El 24 de julio de 1974, el Tribunal Supremo ordenó a Nixon que entregara las cintas. El fallo de 8-0 (el juez William Rehnquist se recusó por haber trabajado para el fiscal general John Mitchell) en el caso Estados Unidos contra Nixon determinó que el presidente Nixon se equivocaba al argumentar que los tribunales están obligados a respetar, sin discusión, cualquier reclamación presidencial de privilegio ejecutivo.
La Casa Blanca hizo públicas las cintas citadas el 5 de agosto. Una de las cintas, más tarde conocida como la cinta de la "pistola humeante", documentaba las etapas iniciales del encubrimiento del Watergate. En ella, se escucha a Nixon y a H. R. Haldeman formular un plan para bloquear las investigaciones haciendo que la CIA declare falsamente al FBI que la seguridad nacional estaba implicada. Esto demostró tanto que Nixon había sido informado de la conexión de la Casa Blanca con los robos del Watergate poco después de que se produjeran, como que había aprobado los planes para frustrar la investigación. En una declaración que acompañó a la publicación de la cinta, Nixon aceptó la culpa por haber engañado al país sobre cuándo se le había informado de la implicación de la Casa Blanca, afirmando que había tenido un lapsus de memoria.
Una vez que la transcripción de la "pistola humeante" se hizo pública, el apoyo político de Nixon prácticamente desapareció. Los diez republicanos del Comité Judicial de la Cámara de Representantes que habían votado en contra de la destitución en el comité anunciaron que ahora votarían a favor de la destitución una vez que el asunto llegara al pleno de la Cámara. También carecía de un apoyo sustancial en el Senado; Barry Goldwater y Hugh Scott estimaron que no más de 15 senadores estaban dispuestos a considerar siquiera la absolución. Ante la certeza del juicio político en la Cámara de Representantes y la certeza de la condena en el Senado, Nixon anunció su dimisión en la noche del jueves 8 de agosto de 1974, con efecto al mediodía del día siguiente.

## Después de la presidencia
Tras la dimisión de Nixon, el gobierno federal se hizo con el control de todos sus archivos presidenciales, incluidas las cintas, mediante la Ley de Conservación de Grabaciones y Materiales Presidenciales de 1974. Desde el momento en que el gobierno federal se incautó de sus archivos hasta su muerte, Nixon se vio envuelto en frecuentes batallas legales por el control de las cintas; Nixon argumentó que la ley era inconstitucional, ya que violaba los principios constitucionales de separación de poderes y el privilegio ejecutivo, e infringía sus derechos personales de privacidad y el derecho de asociación de la Primera Enmienda.
Las disputas legales continuarían durante 25 años, más allá de la muerte de Nixon en 1994. Inicialmente perdió varios casos, pero los tribunales dictaminaron en 1998 que unas 820 horas y 42 millones de páginas de documentos eran de su propiedad privada personal y debían ser devueltos a su patrimonio. Sin embargo, Nixon había fallecido hacía cuatro años en el momento de este último fallo judicial.
El 11 de julio de 2007, los Archivos Nacionales obtuvieron el control oficial de la Biblioteca y Casa Natal de Richard Nixon en Yorba Linda (California), que hasta entonces había sido gestionada de forma privada. El nuevo nombre de las instalaciones, Biblioteca y Museo Presidencial de Richard Nixon alberga ahora las cintas y pone periódicamente a disposición del público otras cintas, que están disponibles en Internet y son de dominio público.